# Haselbach (Rhönblick)

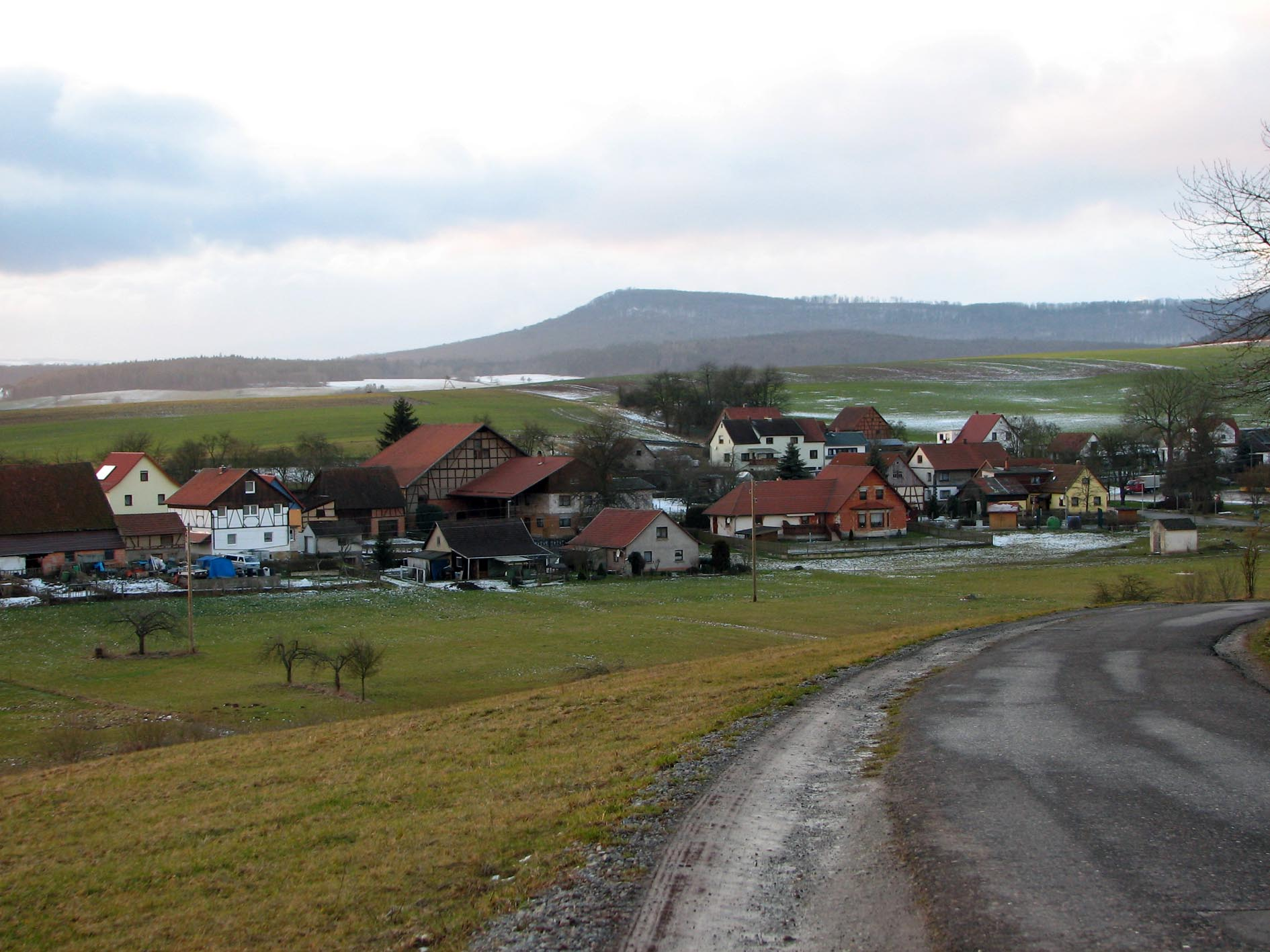
Haselbach (Rhönblick)

Haselbach ist ein Ortsteil der Gemeinde Rhönblick in der Rhön im Landkreis Schmalkalden-Meiningen in Thüringen.

## Lage
Das Dorf liegt westlich von Sülzfeld an der Hasel, die unmittelbar südlich des Ortes von links in die Sülze mündet.

## Geschichte
Der Ort gehörte zum alten Besitz der Grafschaft Henneberg und gehörte gerichtlich ursprünglich zur Zent Mellrichstadt. Beim Aussterben der Grafen von Henneberg-Schleusingen im Jahr 1583 befand er sich samt der Niedergerichtsbarkeit in adligen Händen, zählte aber der Landeshoheit nach zum Amt Maßfeld. Er kam mit diesem im Jahr 1680 zum Herzogtum Sachsen-Meiningen.
Am 1. Juli 1950 wurde die bis dahin eigenständige Gemeinde Gleimershausen eingegliedert.
Am 1. April 1974 wurde Haselbach in die Gemeinde Hermannsfeld eingegliedert. Der Ort wurde zusammen mit Hermannsfeld durch Verordnung des Innenministers von Thüringen am 1. August 1996 in die Gemeinde Rhönblick eingemeindet.